# Coupe du monde de tir de l'ISSF 2017
Navigation
Édition précédente Édition suivante
La Coupe du monde de tir de l'ISSF 2017 est la trente-deuxième édition annuelle de la Coupe du monde organisée par l'ISSF (Fédération internationale de tir sportif).
Elle regroupe toutes les épreuves figurant au programme olympique. 
Trois compétitions de qualification ont lieu entre février et juin pour chacune des armes (carabine, pistolet et fusil de chasse) et les meilleurs tireurs sont qualifiés pour les finales en septembre et octobre.

## Calendrier
| Dates                      | Lieu      | Pays        | Carabine | Pistolet | Fusil de chasse |
| -------------------------- | --------- | ----------- | -------- | -------- | --------------- |
| 22 février au 4 mars       | New Delhi | Inde        | ✔        | ✔        | ✔               |
| 17 au 27 mars              | Acapulco  | Mexique     |          |          | ✔               |
| 28 avril au 8 mai          | Larnaca   | Chypre      |          |          | ✔               |
| 17 au 24 mai               | Munich    | Allemagne   | ✔        | ✔        |                 |
| 6 au 14 juin               | Gabala    | Azerbaïdjan | ✔        | ✔        |                 |
| 23 au 30 octobre (Finales) | New Delhi | Inde        | ✔        | ✔        | ✔               |

## Résultats

### Carabine masculin
| 50 m 3 positions                            | 50 m 3 positions                      | 50 m 3 positions                      | 50 m tir couché                       | 50 m tir couché                       | 50 m tir couché                       | 10 m air comprimé                     | 10 m air comprimé                     | 10 m air comprimé                     |
| New Delhi Inde (22 février au 4 mars)       | New Delhi Inde (22 février au 4 mars) | New Delhi Inde (22 février au 4 mars) | New Delhi Inde (22 février au 4 mars) | New Delhi Inde (22 février au 4 mars) | New Delhi Inde (22 février au 4 mars) | New Delhi Inde (22 février au 4 mars) | New Delhi Inde (22 février au 4 mars) | New Delhi Inde (22 février au 4 mars) |
| ------------------------------------------- | ------------------------------------- | ------------------------------------- | ------------------------------------- | ------------------------------------- | ------------------------------------- | ------------------------------------- | ------------------------------------- | ------------------------------------- |
| Médaille d'or                               | Hui Zicheng (CHN)                     | 454.2                                 | Médaille d'or                         | Toshikazu Yamashita (JPN)             | 249.8 WR                              | Médaille d'or                         | Song Buhan (CHN)                      | 249.5 WR, WRJ                         |
| Médaille d'argent                           | Sun Jian (CHN)                        | 451.6                                 | Médaille d'argent                     | Liu Yukun (CHN)                       | 249.3 WRJ                             | Médaille d'argent                     | Peter Sidi (HUN)                      | 249.1                                 |
| Médaille de bronze                          | Jan Lochnihler (SUI)                  | 440.2                                 | Médaille de bronze                    | Daniel Romanczyk (POL)                | 226.6                                 | Médaille de bronze                    | Atsushi Shimada (JPN)                 | 227.4                                 |
| Munich Allemagne (17 au 24 mai)             |                                       |                                       |                                       |                                       |                                       |                                       |                                       |                                       |
| Médaille d'or                               | Alexis Raynaud (FRA)                  | 463.5                                 | Médaille d'or                         | Kim Jong-hyun (KOR)                   | 248.3                                 | Médaille d'or                         | Sergey Kamenskiy (RUS)                | 250.9 WR                              |
| Médaille d'argent                           | Sergey Kamenskiy (RUS)                | 460.9                                 | Médaille d'argent                     | Stian Bogar (NOR)                     | 248.2                                 | Médaille d'argent                     | Vladimir Maslennikov (RUS)            | 250.4                                 |
| Médaille de bronze                          | Liu Yukun (CHN)                       | 446.9                                 | Médaille de bronze                    | Thomas Mathis (AUT)                   | 227.1                                 | Médaille de bronze                    | Vitali Bubnovich (BLR)                | 228.9                                 |
| Gabala Azerbaïdjan (6 au 14 juin)           |                                       |                                       |                                       |                                       |                                       |                                       |                                       |                                       |
| Médaille d'or                               | István Péni (HUN)                     | 458.4                                 | Médaille d'or                         | Torben Grimmel (DEN)                  | 249.8 EWR                             | Médaille d'or                         | Milutin Stefanović (SRB)              | 250.9 EWR S-off: 10.0                 |
| Médaille d'argent                           | Hui Zicheng (CHN)                     | 457.4                                 | Médaille d'argent                     | Yury Shcherbatsevich (BLR)            | 248.9                                 | Médaille d'argent                     | Yao Yuncong (CHN)                     | 250.9 EWR S-off: 9.6                  |
| Médaille de bronze                          | Tomasz Bartnik (POL)                  | 444.4                                 | Médaille de bronze                    | Lionel Cox (BEL)                      | 227.9                                 | Médaille de bronze                    | István Péni (HUN)                     | 229.4                                 |
| Finales - New Delhi Inde (23 au 30 octobre) |                                       |                                       |                                       |                                       |                                       |                                       |                                       |                                       |
| Médaille d'or                               | Alexis Raynaud (FRA)                  | 461.7                                 | Médaille d'or                         | Torben Grimmel (DEN)                  | 250.6 WR                              | Médaille d'or                         | István Péni (HUN)                     | 249.8 EWR                             |
| Médaille d'argent                           | Filip Nepejchal (CZE)                 | 458.5                                 | Médaille d'argent                     | Henri Junghänel (GER)                 | 250.1                                 | Médaille d'argent                     | Vitali Bubnovich (BLR)                | 249.5                                 |
| Médaille de bronze                          | István Péni (HUN)                     | 449.1                                 | Médaille de bronze                    | Kim Jong-hyun (KOR)                   | 228.7                                 | Médaille de bronze                    | Peter Sidi (HUN)                      | 228.5                                 |

### Carabine féminin
| 50 m 3 positions                            | 50 m 3 positions                      | 50 m 3 positions                      | 10 m air comprimé                     | 10 m air comprimé                     | 10 m air comprimé                     |
| New Delhi Inde (22 février au 4 mars)       | New Delhi Inde (22 février au 4 mars) | New Delhi Inde (22 février au 4 mars) | New Delhi Inde (22 février au 4 mars) | New Delhi Inde (22 février au 4 mars) | New Delhi Inde (22 février au 4 mars) |
| ------------------------------------------- | ------------------------------------- | ------------------------------------- | ------------------------------------- | ------------------------------------- | ------------------------------------- |
| Médaille d'or                               | Zhang Yiwen (CHN)                     | 455.7                                 | Médaille d'or                         | Shi Mengyao (CHN)                     | 252.1 WR, WRJ                         |
| Médaille d'argent                           | Ser Xiang Wei Jasmine (SIN)           | 453.8                                 | Médaille d'argent                     | Dong Lijie (CHN)                      | 248.9                                 |
| Médaille de bronze                          | Eva Roeksen (GER)                     | 443.6                                 | Médaille de bronze                    | Pooja Ghatkar (IND)                   | 228.8                                 |
| Munich Allemagne (17 au 24 mai)             |                                       |                                       |                                       |                                       |                                       |
| Médaille d'or                               | Snježana Pejčić (CRO)                 | 462.2                                 | Médaille d'or                         | Laura-Georgeta Coman (ROU)            | 250.2                                 |
| Médaille d'argent                           | Selina Gschwandtner (GER)             | 455.4                                 | Médaille d'argent                     | Gabriela Vognarova (CZE)              | 246.5                                 |
| Médaille de bronze                          | Jolyn Beer (GER)                      | 444.6                                 | Médaille de bronze                    | Armina Sadeghian (IRN)                | 227.1                                 |
| Gabala Azerbaïdjan (6 au 14 juin)           |                                       |                                       |                                       |                                       |                                       |
| Médaille d'or                               | Shi Mengyao (CHN)                     | 459.0 WRJ                             | Médaille d'or                         | Peng Xinyi (CHN)                      | 248.1 S-off: 9.9                      |
| Médaille d'argent                           | Nadine Ungerank (AUT)                 | 455.2                                 | Médaille d'argent                     | Shi Mengyao (CHN)                     | 248.1 S-off: 9.5                      |
| Médaille de bronze                          | Stine Nielsen (DEN)                   | 444.9                                 | Médaille de bronze                    | Ser Xiang Wei Jasmine (SIN)           | 225.7                                 |
| Finales - New Delhi Inde (23 au 30 octobre) |                                       |                                       |                                       |                                       |                                       |
| Médaille d'or                               | Jolyn Beer (GER)                      | 459.9                                 | Médaille d'or                         | Andrea Arsovic (SRB)                  | 251.3                                 |
| Médaille d'argent                           | Snježana Pejčić (CRO)                 | 457.5                                 | Médaille d'argent                     | Laura-Georgeta Coman (ROU)            | 249.7                                 |
| Médaille de bronze                          | Zhang Yiwen (CHN)                     | 448.2                                 | Médaille de bronze                    | Peng Xinyi (CHN)                      | 228.5                                 |

### Pistolet masculin
| 50 m                                        | 50 m                                  | 50 m                                  | 25 m tir rapide                       | 25 m tir rapide                       | 25 m tir rapide                       | 10 m air comprimé                     | 10 m air comprimé                     | 10 m air comprimé                     |
| New Delhi Inde (22 février au 4 mars)       | New Delhi Inde (22 février au 4 mars) | New Delhi Inde (22 février au 4 mars) | New Delhi Inde (22 février au 4 mars) | New Delhi Inde (22 février au 4 mars) | New Delhi Inde (22 février au 4 mars) | New Delhi Inde (22 février au 4 mars) | New Delhi Inde (22 février au 4 mars) | New Delhi Inde (22 février au 4 mars) |
| ------------------------------------------- | ------------------------------------- | ------------------------------------- | ------------------------------------- | ------------------------------------- | ------------------------------------- | ------------------------------------- | ------------------------------------- | ------------------------------------- |
| Médaille d'or                               | Jitu Rai (IND)                        | 230.1 WR                              | Médaille d'or                         | Lao Jiajie (CHN)                      | 31 S-off: 5                           | Médaille d'or                         | Tomoyuki Matsuda (JPN)                | 240.1 WR                              |
| Médaille d'argent                           | Amanpreet Singh (IND)                 | 226.9                                 | Médaille d'argent                     | Lin Junmin (CHN)                      | 31 S-off: 3                           | Médaille d'argent                     | Hoang Xuan Vinh (VIE)                 | 236.6                                 |
| Médaille de bronze                          | Vahid Golkhandan (IRN)                | 208.0                                 | Médaille de bronze                    | Ruslan Lunev (AZE)                    | 23                                    | Médaille de bronze                    | Jitu Rai (IND)                        | 216.7                                 |
| Munich Allemagne (17 au 24 mai)             |                                       |                                       |                                       |                                       |                                       |                                       |                                       |                                       |
| Médaille d'or                               | Jin Jong-oh (KOR)                     | 230.5 WR                              | Médaille d'or                         | Jean Quiquampoix (FRA)                | 33                                    | Médaille d'or                         | Pavlo Korostylov (UKR)                | 240.9 WRJ                             |
| Médaille d'argent                           | João Costa (POR)                      | 228.3                                 | Médaille d'argent                     | Zhang Jian (CHN)                      | 31                                    | Médaille d'argent                     | Tomoyuki Matsuda (JPN)                | 238.7                                 |
| Médaille de bronze                          | Dimitrije Grgic (SRB)                 | 209.0                                 | Médaille de bronze                    | Christian Reitz (GER)                 | 25                                    | Médaille de bronze                    | Jin Jong-oh (KOR)                     | 218.4                                 |
| Gabala Azerbaïdjan (6 au 14 juin)           |                                       |                                       |                                       |                                       |                                       |                                       |                                       |                                       |
| Médaille d'or                               | Oleh Omelchuk (UKR)                   | 230.4                                 | Médaille d'or                         | Christian Reitz (GER)                 | 35 EWR                                | Médaille d'or                         | Yang Wei (CHN)                        | 240.1                                 |
| Médaille d'argent                           | Yusuf Dikeç (TUR)                     | 228.5                                 | Médaille d'argent                     | Clément Bessaguet (FRA)               | 29                                    | Médaille d'argent                     | Tomoyuki Matsuda (JPN)                | 237.9                                 |
| Médaille de bronze                          | Damir Mikec (SRB)                     | 205.5                                 | Médaille de bronze                    | Riccardo Mazzetti (ITA)               | 25                                    | Médaille de bronze                    | Oleh Omelchuk (UKR)                   | 217.1                                 |
| Finales - New Delhi Inde (23 au 30 octobre) |                                       |                                       |                                       |                                       |                                       |                                       |                                       |                                       |
| Médaille d'or                               | Damir Mikec (SRB)                     | 229.3                                 | Médaille d'or                         | Keith Sanderson (USA)                 | 31                                    | Médaille d'or                         | Tomoyuki Matsuda (JPN)                | 241.8 WR                              |
| Médaille d'argent                           | Oleh Omelchuk (UKR)                   | 228.0                                 | Médaille d'argent                     | Clément Bessaguet (FRA)               | 29                                    | Médaille d'argent                     | Pavlo Korostylov (UKR)                | 241.1 EWRJ                            |
| Médaille de bronze                          | Amanpreet Singh (IND)                 | 202.2                                 | Médaille de bronze                    | Song Jong-ho (KOR)                    | 24                                    | Médaille de bronze                    | Oleh Omelchuk (UKR)                   | 218.8                                 |

### Pistolet féminin
| 25 m                                        | 25 m                                  | 25 m                                  | 10 m air comprimé                     | 10 m air comprimé                     | 10 m air comprimé                     |
| New Delhi Inde (22 février au 4 mars)       | New Delhi Inde (22 février au 4 mars) | New Delhi Inde (22 février au 4 mars) | New Delhi Inde (22 février au 4 mars) | New Delhi Inde (22 février au 4 mars) | New Delhi Inde (22 février au 4 mars) |
| ------------------------------------------- | ------------------------------------- | ------------------------------------- | ------------------------------------- | ------------------------------------- | ------------------------------------- |
| Médaille d'or                               | Naphaswan Yangpaiboo (THA)            | 38                                    | Médaille d'or                         | Lin Yuemei (CHN)                      | 240.8 WR                              |
| Médaille d'argent                           | Zhang Jingjing (CHN)                  | 30                                    | Médaille d'argent                     | Zhang Mengxue (CHN)                   | 237.8                                 |
| Médaille de bronze                          | Michelle Skeries (GER)                | 27                                    | Médaille de bronze                    | Teo Shun Xie (SIN)                    | 217.4                                 |
| Munich Allemagne (17 au 24 mai)             |                                       |                                       |                                       |                                       |                                       |
| Médaille d'or                               | Zhang Jingjing (CHN)                  | 36                                    | Médaille d'or                         | Anna Korakaki (GRE)                   | 241.2                                 |
| Médaille d'argent                           | Antoaneta Boneva (BUL)                | 34                                    | Médaille d'argent                     | Olena Kostevych (UKR)                 | 238.3                                 |
| Médaille de bronze                          | Anna Korakaki (GRE)                   | 26                                    | Médaille de bronze                    | Lin Yuemei (CHN)                      | 217.5                                 |
| Gabala Azerbaïdjan (6 au 14 juin)           |                                       |                                       |                                       |                                       |                                       |
| Médaille d'or                               | Lin Yuemei (CHN)                      | 36                                    | Médaille d'or                         | Sylvia Steiner (AUT)                  | 237.5                                 |
| Médaille d'argent                           | Kim Min-jung (KOR)                    | 34                                    | Médaille d'argent                     | Vitalina Batsarashkina (RUS)          | 236.1                                 |
| Médaille de bronze                          | Zhang Jingjing (CHN)                  | 27                                    | Médaille de bronze                    | Alejandra Zavala Vázquez (MEX)        | 216.7                                 |
| Finales - New Delhi Inde (23 au 30 octobre) |                                       |                                       |                                       |                                       |                                       |
| Médaille d'or                               | Kim Min-jung (KOR)                    | 34 S-off 5                            | Médaille d'or                         | Céline Goberville (FRA)               | 240.9                                 |
| Médaille d'argent                           | Zhang Jingjing (CHN)                  | 34 S-off 3                            | Médaille d'argent                     | Lin Yuemei (CHN)                      | 237.0                                 |
| Médaille de bronze                          | Zorana Arunovic (SRB)                 | 30                                    | Médaille de bronze                    | Zhang Mengxue (CHN)                   | 218.7                                 |

### Fusil de chasse masculin
| Trap                                        | Trap                                  | Trap                                  | Double Trap                           | Double Trap                           | Double Trap                           | Skeet                                 | Skeet                                 | Skeet                                 |
| New Delhi Inde (22 février au 4 mars)       | New Delhi Inde (22 février au 4 mars) | New Delhi Inde (22 février au 4 mars) | New Delhi Inde (22 février au 4 mars) | New Delhi Inde (22 février au 4 mars) | New Delhi Inde (22 février au 4 mars) | New Delhi Inde (22 février au 4 mars) | New Delhi Inde (22 février au 4 mars) | New Delhi Inde (22 février au 4 mars) |
| ------------------------------------------- | ------------------------------------- | ------------------------------------- | ------------------------------------- | ------------------------------------- | ------------------------------------- | ------------------------------------- | ------------------------------------- | ------------------------------------- |
| Médaille d'or                               | Simone D'Ambrosio (ITA)               | 45 WR                                 | Médaille d'or                         | James Willett (AUS)                   | 75 WR                                 | Médaille d'or                         | Riccardo Filippelli (ITA)             | 57 WR                                 |
| Médaille d'argent                           | Giovanni Pellielo (ITA)               | 43                                    | Médaille d'argent                     | Ankur Mittal (IND)                    | 74                                    | Médaille d'argent                     | Gabriele Rossetti (ITA)               | 53                                    |
| Médaille de bronze                          | Alberto Fernández (ESP)               | 33                                    | Médaille de bronze                    | James Dedman (GBR)                    | 56 WRJ                                | Médaille de bronze                    | Paul Adams (AUS)                      | 45                                    |
| Acapulco Mexique (17 au 27 mars)            |                                       |                                       |                                       |                                       |                                       |                                       |                                       |                                       |
| Médaille d'or                               | Alberto Fernández (ESP)               | 45 EWR                                | Médaille d'or                         | Ankur Mittal (IND)                    | 75 EWR                                | Médaille d'or                         | Marco Sablone (ITA)                   | 55                                    |
| Médaille d'argent                           | Antonio Bailón (ESP)                  | 42                                    | Médaille d'argent                     | James Willett (AUS)                   | 73                                    | Médaille d'argent                     | Frank Thompson (USA)                  | 53                                    |
| Médaille de bronze                          | Aaron Heading (GBR)                   | 32                                    | Médaille de bronze                    | Qi Ying (CHN)                         | 52                                    | Médaille de bronze                    | Paul Adams (AUS)                      | 43                                    |
| Larnaca Chypre (28 avril au 8 mai)          |                                       |                                       |                                       |                                       |                                       |                                       |                                       |                                       |
| Médaille d'or                               | Antonio Bailón (ESP)                  | 46 WR                                 | Médaille d'or                         | Daniele Di Spigno (ITA)               | 78 WR                                 | Médaille d'or                         | Federico Gil (ARG)                    | 56                                    |
| Médaille d'argent                           | Giovanni Cernogoraz (CRO)             | 43                                    | Médaille d'argent                     | Artem Nekrasov (RUS)                  | 72                                    | Médaille d'argent                     | Georgios Achilleos (CYP)              | 55                                    |
| Médaille de bronze                          | Alexey Alipov (RUS)                   | 31                                    | Médaille de bronze                    | Davide Gasparini (ITA)                | 56                                    | Médaille de bronze                    | Alexander Zemlin (RUS)                | 44                                    |
| Finales - New Delhi Inde (23 au 30 octobre) |                                       |                                       |                                       |                                       |                                       |                                       |                                       |                                       |
| Médaille d'or                               | Alberto Fernández (ESP)               | 48 WR                                 | Médaille d'or                         | Hu Binyuan (CHN)                      | 79 WR                                 | Médaille d'or                         | Riccardo Filippelli (ITA)             | 59 WR                                 |
| Médaille d'argent                           | Daniele Resca (ITA)                   | 46                                    | Médaille d'argent                     | Sangram Dahiya (IND)                  | 76                                    | Médaille d'argent                     | Ben Llewellin (GBR)                   | 59 WR                                 |
| Médaille de bronze                          | Giovanni Cernogoraz (CRO)             | 37                                    | Médaille de bronze                    | Davide Gasparini (ITA)                | 56                                    | Médaille de bronze                    | Federico Gil (ARG)                    | 49                                    |

### Fusil de chasse féminin
| Trap                                        | Trap                                  | Trap                                  | Skeet                                 | Skeet                                 | Skeet                                 |
| New Delhi Inde (22 février au 4 mars)       | New Delhi Inde (22 février au 4 mars) | New Delhi Inde (22 février au 4 mars) | New Delhi Inde (22 février au 4 mars) | New Delhi Inde (22 février au 4 mars) | New Delhi Inde (22 février au 4 mars) |
| ------------------------------------------- | ------------------------------------- | ------------------------------------- | ------------------------------------- | ------------------------------------- | ------------------------------------- |
| Médaille d'or                               | Penny Smith (AUS)                     | 40 WR                                 | Médaille d'or                         | Kimberly Rhode (USA)                  | 56 WR                                 |
| Médaille d'argent                           | Jessica Rossi (ITA)                   | 38                                    | Médaille d'argent                     | Sutiya Jiewchaloemmit (THA)           | 51                                    |
| Médaille de bronze                          | Mopsi Veromaa (FIN)                   | 27                                    | Médaille de bronze                    | Chloe Tipple (NZL)                    | 42                                    |
| Acapulco Mexique (17 au 27 mars)            |                                       |                                       |                                       |                                       |                                       |
| Médaille d'or                               | Ashley Carroll (USA)                  | 42 S-off 1 WR                         | Médaille d'or                         | Kimberly Rhode (USA)                  | 54                                    |
| Médaille d'argent                           | Natalie Rooney (NZL)                  | 42 S-off 0 WR                         | Médaille d'argent                     | Caitlin Connor (USA)                  | 53                                    |
| Médaille de bronze                          | Alessandra Pierelli (SMR)             | 30                                    | Médaille de bronze                    | Cao Yi (CHN)                          | 41                                    |
| Larnaca Chypre (28 avril au 8 mai)          |                                       |                                       |                                       |                                       |                                       |
| Médaille d'or                               | Wang Xiaojing (CHN)                   | 45 WR                                 | Médaille d'or                         | Wei Meng (CHN)                        | 54                                    |
| Médaille d'argent                           | Ray Bassil (LIB)                      | 42                                    | Médaille d'argent                     | Kimberly Rhode (USA)                  | 52                                    |
| Médaille de bronze                          | Alessandra Pierelli (SMR)             | 33                                    | Médaille de bronze                    | Sutiya Jiewchaloemmit (THA)           | 41                                    |
| Finales - New Delhi Inde (23 au 30 octobre) |                                       |                                       |                                       |                                       |                                       |
| Médaille d'or                               | Alessia Iezzi (ITA)                   | 41, S-off: 2                          | Médaille d'or                         | Kimberly Rhode (USA)                  | 56 EWR, S-off: 22                     |
| Médaille d'argent                           | Fátima Gálvez (ESP)                   | 41, S-off: 1                          | Médaille d'argent                     | Diana Bacosi (ITA)                    | 56 EWR, S-off: 21                     |
| Médaille de bronze                          | Ray Bassil (LIB)                      | 32                                    | Médaille de bronze                    | Dania Jo Vizzi (USA)                  | 44                                    |

### Epreuves mixtes
| 10 m air comprimé           | 10 m air comprimé                             | 10 m air comprimé           | 10 m air comprimé           | 10 m air comprimé                             | 10 m air comprimé           | Trap                        | Trap                                        | Trap                        |
| New Delhi Inde (24 octobre) | New Delhi Inde (24 octobre)                   | New Delhi Inde (24 octobre) | New Delhi Inde (24 octobre) | New Delhi Inde (24 octobre)                   | New Delhi Inde (24 octobre) | New Delhi Inde (24 octobre) | New Delhi Inde (24 octobre)                 | New Delhi Inde (24 octobre) |
| --------------------------- | --------------------------------------------- | --------------------------- | --------------------------- | --------------------------------------------- | --------------------------- | --------------------------- | ------------------------------------------- | --------------------------- |
| Médaille d'or               | Wu Mingyang (CHN) Song Buhan (CHN)            | 499.8                       | Médaille d'or               | Heena Sidhu (IND) Jitu Rai (IND)              | 483.4                       | Médaille d'or               | Antonio Bailón (ESP) Beatriz Martinez (ESP) | 42                          |
| Médaille d'argent           | Andrea Arsović (SRB) Milutin Stefanović (SRB) | 496.8                       | Médaille d'argent           | Céline Goberville (FRA) Florian Fouquet (FRA) | 481.1                       | Médaille d'argent           | Giovanni Pellielo (ITA) Jessica Rossi (ITA) | 40                          |
| Médaille de bronze          | Sui Gengcheng (CHN) Shi Mengyao (CHN)         | 430.3                       | Médaille de bronze          | Cai Xiaoxue (CHN) Yang Wei (CHN)              | 418.2                       | Médaille de bronze          | Derek Haldeman (USA) Ashley Carroll (USA)   | 31                          |